# 피로스카 몰너

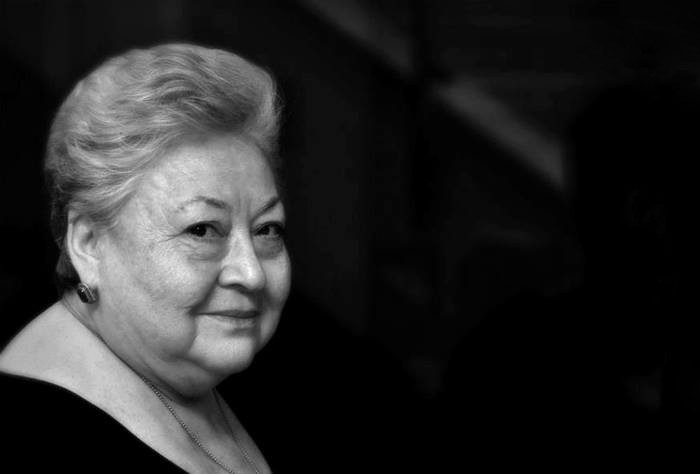

몰나르 피로슈커(Piroska Molnár, 1945년 10월 1일 ~ )는 헝가리의 배우이다.
오즈드에서 태어났다.

## 영화
- 리자의 달콤, 살벌한 연애  (2015년)
- 커다란 노트 (2013년) - 할머니 역
- 아글라야 (2012년)
- 라스트 랩소디 (2011년)
- 폭스 테일 (2008년)
- 택시더미아 (2006년)
- 페이트리스 (2005년)
- 로자의 노래 (2003년)
- 왕자와 거지 (2000년)